# 불리 (2001년 영화)
불리(Bully)는 미국에서 제작된 래리 클락 감독의 2001년 영화이다. 브래드 렌프로 등이 주연으로 출연하였고 크리스 핸리 등이 제작에 참여하였다.

## 출연

### 주연
- 브래드 렌프로
- 레이첼 마이너
- 닉 스탈
- 비쥬 필립스

### 조연
- 마이클 피트
- 켈리 가너
- 다니엘 프랜지스
- 리오 피츠패트릭
- 데보라 스미스 포드
- 래리 클락

## 제작진
- 공동제작: 잭키 리 모건
- 미술: 린다 버튼
- 배역: 카멘 쿠바
- Ass-PD: 클락 맥컷첸